# Тръбач (Орхание)
„Тръбач“ е хумористичен и сатиричен лист в Орхание. Излиза в един брой през януари 1920 г. Редактор е Ив. Налбантски.